# كايوغا (نيويورك)
كايوغا (بالإنجليزية: Cayuga, New York)‏ هي بلدة تقع في الولايات المتحدة في مقاطعة كايوغا، نيويورك.  يقدر عدد سكانها بـ 549 نسمة ومساحتها 3.5 كم2  وترتفع عن سطح البحر 147 متر.